# Actaecia thomsoni
Actaecia thomsoni is een pissebed uit de familie Actaeciidae. De wetenschappelijke naam van de soort is voor het eerst geldig gepubliceerd in 1966 door Green.